# Fotheringham
Fotheringham es una variedad cultivar de ciruelo (Prunus domestica), de las denominadas ciruelas europeas,
una variedad de ciruela de las más antiguas que se cultivan en la actualidad. No se sabe con certeza cuándo se originó exactamente, pero sin duda fue durante la primera mitad del siglo XVII cultivada por vez primera en Sheen, Surrey (Inglaterra).
Las frutas tienen un tamaño medio, color de piel amarillo verdoso a rojo púrpura, y pulpa de color verde amarillento, con textura de consistencia firme, jugosa, un poco dulce y vivaz; buena.

## Sinonimia
- "Foderingham",
- "Fotheringay",
- "Foderingham Plum",
- "Grove House Purple",
- "Red Fotheringham",
- "Sheen".[4]

## Historia
'Fotheringham' es probablemente una de las variedades de ciruelas más antiguas que se cultivan en la actualidad. No se sabe con certeza cuándo se originó exactamente, pero sin duda fue durante la primera mitad del siglo XVII, ya que Hogg registra una referencia que hizo Rea en 1665. Sir William Temple la cultivó por primera vez en Sheen, Surrey, Inglaterra (Reino Unido), alrededor de 1700, y le dio el nombre de 'Sheen'.
'Fotheringham' ha sido descrita: 1. Rea Flora 208. 1676. 2. Langley Pomona 91. 1729. 3. Miller Gard. Dict. 3:1754. 4. Forsyth Treat. Fr. Trees 19. 1803. 5. Downing Fr. Trees Am. 299. 1845. 6. Floy-Lindley Guide Orch. Gard. 286, 383. 1846. 7. Thompson Gard. Ass't 517. 1859. 8. Hogg Fruit Man. 701. 1884. 9. Waugh Plum Cult. 102. 1901.
'Fotheringham' se cultiva en la National Fruit Collection con el número de accesión: 1949 - 069 y nombre de accesión : Fotheringham. El espécimen fue recibido en el «National Fruit Trials» (Probatorio Nacional de Frutas) en 1949 procedente de "Wrest Park", Bedfordshire.

## Características
'Fotheringham' árbol de vigoroso crecimiento, resistente, productivo. Requiere suelo ligero y una posición soleada. Las mejores frutas vienen cuando hay un comienzo de verano húmedo y un clima cálido y seco en el período de maduración. Tiene un tiempo de floración que comienza a partir del 23 de abril con el 10% de floración, para el 28 de abril tiene una floración completa (80%), y para el 7 de mayo tiene un 90% de caída de pétalos.
'Fotheringham' tiene una talla de tamaño medio (peso promedio 47.80g.), de forma ovalada, con depresión más o menos acusada en la parte ventral y muy ligera en el tercio inferior dorsal, asimétrica, con un lado ligeramente mayor, con la sutura bien visible, línea de color verdoso indefinido, transparente, en depresión más o menos acusada en toda su extensión; epidermis con pruina blanquecina, muy  ligera, siendo la piel de color amarillo verdoso a rojo púrpura, con abundante punteado de tamaño diverso, blanquecino sin aureola, perceptible; Pedúnculo de longitud mediano o largo (promedio 16.60mm), fino, pubescente;pulpa de color verde amarillento, con textura de consistencia firme, jugosa, un poco dulce y vivaz; buena.
Hueso no adherente libre, mediano, algo alargado, semi globoso, con surco dorsal interrumpido en la parte central, los dorsales bastante marcados, y la superficie semi rugosa.
Su tiempo de recogida de cosecha se inicia en su maduración en la segunda y tercera decena de septiembre.

## Usos
La ciruela 'Fotheringham' se consume fresca como postre de mesa, y se procesan en macedonias de frutas, pero también en postres, repostería, como acompañamiento de carnes y platos. Se transforma en mermeladas, almíbar de frutas, compotas.